# Jörg Müller (ciclista)
Jörg Müller (nacido el 23 de enero de 1961 en Aarau) es un exciclista de pista y carretera suizo, profesional entre los años 1985 y 1994, durante los cuales logró 13 victorias.
Participó como representante de su país natal en los Juegos Olímpicos de Los Ángeles 1984. Como amateur, fue campeón nacional de ruta. Como ciclista de pista, fue campeón nacional de persecución.
Tras retirarse del ciclismo en activo, fue relaciones públicas de US Postal y Lance Armstrong.
En mayo de 2007 declaró haber consumido Andriol (testosterona) durante los años 1980, citando directamente el nombre de Georg Huber, uno de los implicados en el caso de la Universidad de Friburgo. «Sabíamos con certeza que los ciclistas del Este iban dopados, así que teníamos que tomar algo también».

## Palmarés
1985
- Tour de Romandía
- 1 etapa de la Vuelta a Suiza

1986
- 1 etapa de la Vuelta a la Comunidad Valenciana.
- 1 etapa de la Volta a Cataluña
- Tour d'Armorique

1987
- Campeón de Suiza en ruta.
- 1 etapa de la Volta a Cataluña

1989
- Gran Premio de las Américas

## Resultados en Grandes Vueltas
|                 | 1986 | 1987 | 1988 | 1989 | 1990 | 1991  | 1992 | 1993 | 1994 |
| --------------- | ---- | ---- | ---- | ---- | ---- | ----- | ---- | ---- | ---- |
| Tour de Francia | 99.º | 99.º | 27.º | 29.º | 31.º | -     | 94.º | 52.º | 59.º |
| Giro de Italia  | -    | -    | 55.º | -    | -    | 71.º  | -    | -    | -    |
| Vuelta a España | -    | -    | -    | -    | -    | 101.º | -    | -    | 65.º |